# West Yellowstone
West Yellowstone est une localité du comté de Gallatin, dans l'État du Montana, située au nord-ouest des États-Unis. En 2000, sa population était de 1 177 habitants. De par sa proximité avec le Parc national de Yellowstone, on trouve sur place de nombreuses prestations, tels hôtels, motels, restaurants et stations service. Elle est desservie par l'aéroport de Yellowstone (WYS).